# Marcellinus Komes
Marcellinus Komes (łac. Marcellinus Comes) – kronikarz bizantyński z Illirii, w latach ok. 521-527 sekretarz przyszłego cesarza Justyniana I. W trakcie kariery dworskiej uzyskał tytuł komesa a następnie patrycjusza.

Po roku 527 najprawdopodobniej wstąpił do klasztoru gdzie poświęcił się kronikarstwu. Jego dzieło, stanowiące kontynuację kroniki Euzebiusza z Cezarei w łacińskiej adaptacji św Hieronima obejmowało początkowo okres 379-518, jednak w drugiej wersji Marcellinus doprowadził je do roku 534, zaś nieznany nam pisarz kontynuował jego pracę aż do roku 548. Marcellinus zmarł po 534 r. 

Kronika Marcellinusa, mimo iż spisana po łacinie, koncentruje się przede wszystkim na sprawach cesarstwa wschodniego. Dostarcza szczególnie cennych informacji dla historii Bizancjum końca IV i pierwszej połowy VI wieku.
Marcellinus był również autorem dwóch innych, niezachowanych prac - opisu Konstantynopola i Jerozolimy, oraz dziełka De temporum qualitatibus et positionibus locorum.

## Wydania źródłowe (w oryginale)
- Th. Mommsen, Chronica minora 2 (Monumenta Germaniae Historica. Auctores Antiquissimi XI, Berlin 1894, s. 60-108
- J. P. Migne, Patrologia Latina, 51, Paryż 1861, s. 917-948

## Przekłady na języki nowożytne
- Brian Croke, The Chronicle of Marcellinus: a translation and commentary, Sydney 1995